# La Perseverancia
La Perseverancia är en ort i Mexiko.   Den ligger i kommunen Yajalón och delstaten Chiapas, i den sydöstra delen av landet, 800 km öster om huvudstaden Mexico City. La Perseverancia ligger 1 150 meter över havet och antalet invånare är 175.
Terrängen runt La Perseverancia är bergig norrut, men söderut är den kuperad. Runt La Perseverancia är det ganska tätbefolkat, med 56 invånare per kvadratkilometer. Närmaste större samhälle är Yajalón, 5,9 km väster om La Perseverancia. I omgivningarna runt La Perseverancia växer i huvudsak städsegrön lövskog.